# Унре Унре
Рату У́нре У́нре (фідж. Udre Udre) — фіджійський вождь, який потрапив до Книги рекордів Ґіннесса за «найбільший канібалізм». хоча цей факт є сумнівним. Протягом 19-го ст. він з'їв від 872 до 999 осіб. Він відкладав камінь після кожного з'їденого, які тепер лежать поруч із його могилою у Ракіракі, на півночі острова Віті-Леву. За словами його сина, Унре Унре з'їдав своїх жертв повністю, особливого значення надавав головам, а те, що не міг з'їсти одразу, залишав на потім. Є напів міфічним вождем, що спонукав до створення неправдивого стереотипу щодо меланезійців.